# Antonio Garrido (golfer)
Antonio Garrido (Madrid, 2 februari 1944) is een Spaans professioneel golfer.

## Golfer
Garrido speelde vanaf op de Europese PGA Tour vanaf haar oprichting in 1972 totdat hij 50 jaar was en in 1994 overstapte op de Seniors Tour. Hij was heel consistent, tot 1980 speelde hij 81 toernooien en miste slechts drie cuts. In 1977 won hij het Madrid Open en de Benson & Hedges en eindigde op de 3de plaats van de Order of Merit. In dat jaar won hij ook samen met Severiano Ballesteros de World Cup.
Garrido en Ballesteros waren de eerste twee continentale spelers die in 1979 in het Europese Ryder Cup team werden opgenomen, nadat het 18 keer alleen uit Britten en toen 4 keer uit Britten en Ieren had bestaan.
In 1997 speelde Garrido in de Ryder Cup met zijn zoon Ignacio. Slechts eenmaal eerder hadden vader en zoon daarin samen gespeeld, Percy en Peter Alliss.

### Gewonnen

#### Europese Tour
- 1972: Spanish Open
- 1977: Madrid Open, Benson & Hedges International Open
- 1982: 1ste Tunesisch Open
- 1986: London Standard Four-Stars National Pro-Celebrity

#### Spanje
- 1966: Castilla Tournament
- 1969: Spanish PGA Championship
- 1975: Spanish PGA Championship
- 1979: Spanish PGA Championship
- 1980: Spanish PGA Championship
- 1981: Spanish PGA Championship
- 1983: Castilia Tournament
- 1988: Castilia Tournament
- 1989: Castilia Tournament
- 1990: Castilia Tournament, Torras Hostench Terramar
- 1995: Spanish Seniors Championship
- 1996: Spanish Seniors Championship
- 1997: Spanish Seniors Championship

#### Europese Seniors Tour
- 1994: Shell Seniors Scottish Open
- 1997: Lawrence Batley Seniors

#### Anders
- 1994: Champion Seniors Open (Australië), Argentine Senior PGA Championship

### Teams
- Ryder Cup (namens Europa): 1979
- World Cup (namens Spanje): 1977 (winnaars), 1978, 1979 (met Manuel Pinero)
- Hennessy Cognac Cup: 1976, 1978, 1980, 1982, 1984
- Europcar Cup: 1988
- Double Diamond: 1976
- Praia D'El Rey European Cup: 1997(winnaars) 1999

## Golfbaanarchitect
Garrido houdt zich nu bezig met het ontwerpen van golfbanen zoals:
- La Quinta in Marbella, samen met Manuel Piñero
- Club Santa Maria del Mar Golf in Marbella
- Flamingos Golf in Estepona
- Doña Julia Golf Club, Casares kust, Málaga, 2006

## Trivia
- German Garrido, broer van Antonio, speelde ook op de Europese Tour.